# Kedungpring (Kedungpring)
Kedungpring is een bestuurslaag in het regentschap Lamongan van de provincie Oost-Java, Indonesië. Kedungpring telt 3183 inwoners (volkstelling 2010).